# 816地下核工厂

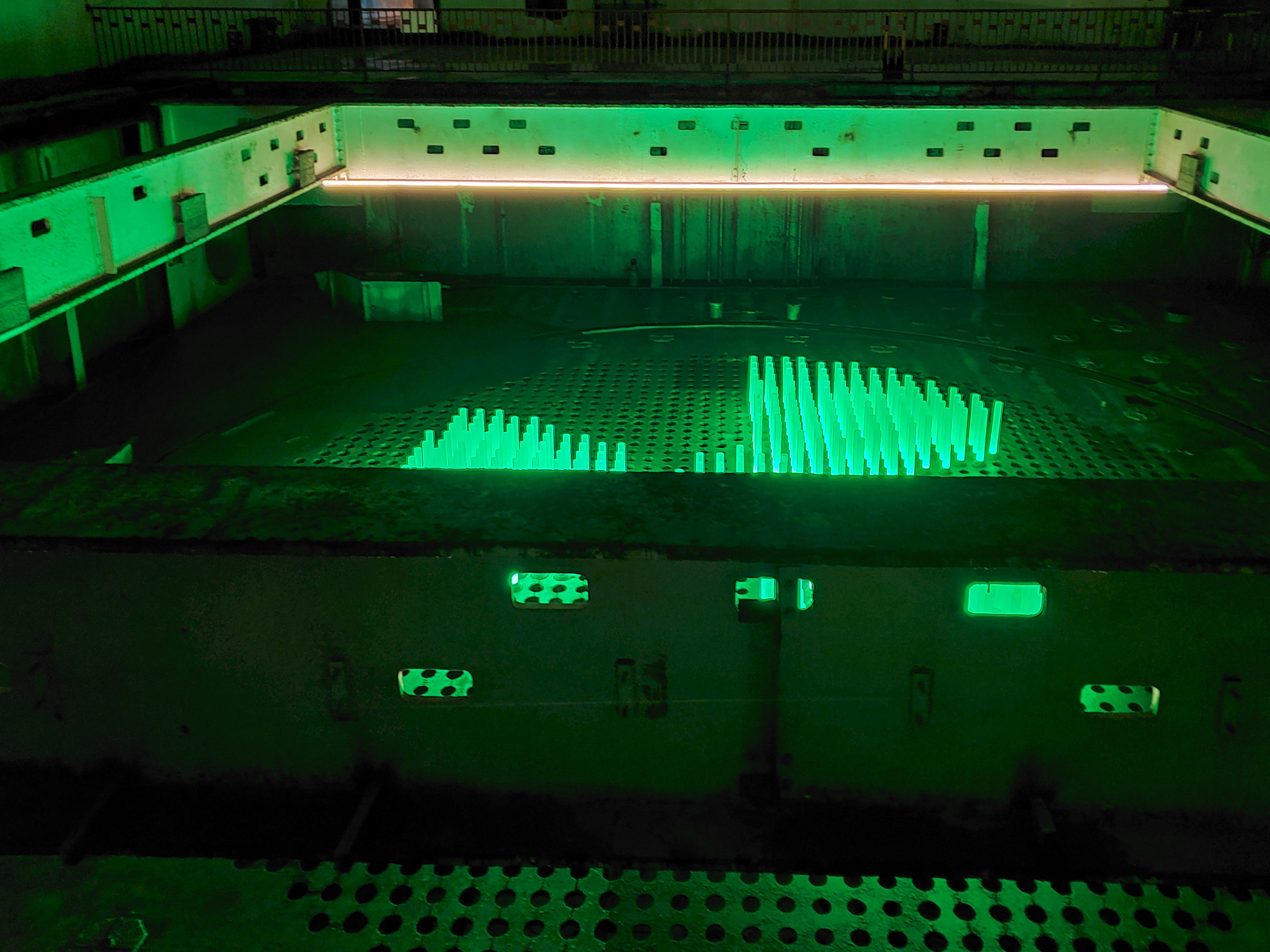

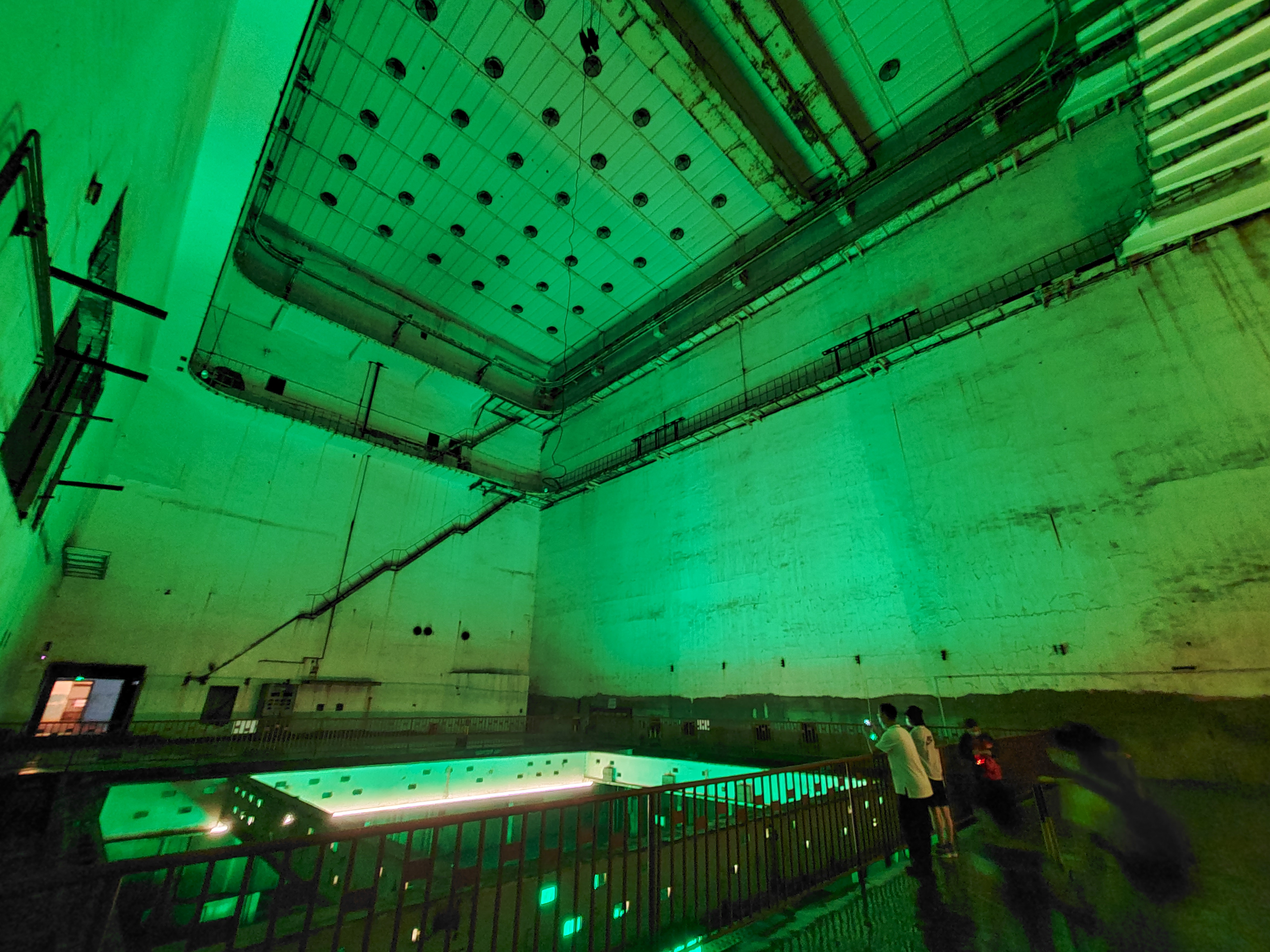

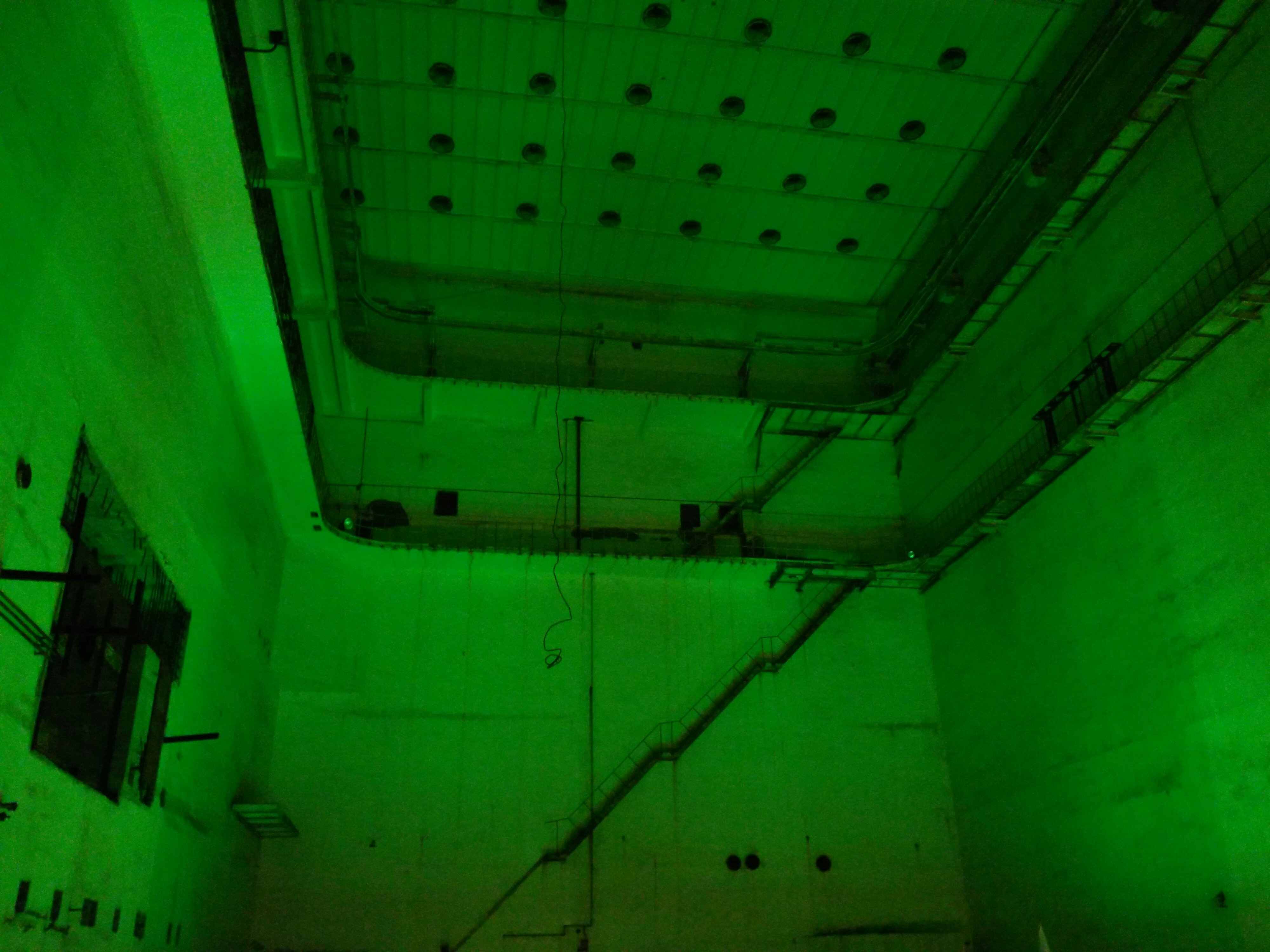

816地下核工厂，也称816工程，全名“三线建设进洞的原子能反应堆及化学后处理工程”，是中国原来的一座地下核燃料工厂，位于中国西南部重庆市涪陵区白涛街道的深山中。
816工程遺址含烈士陵園、幹打壘房等，文物遺址年代為1966年-1984年，2009年12月15日被列為第二批重慶市文物保護單位。

## 历史

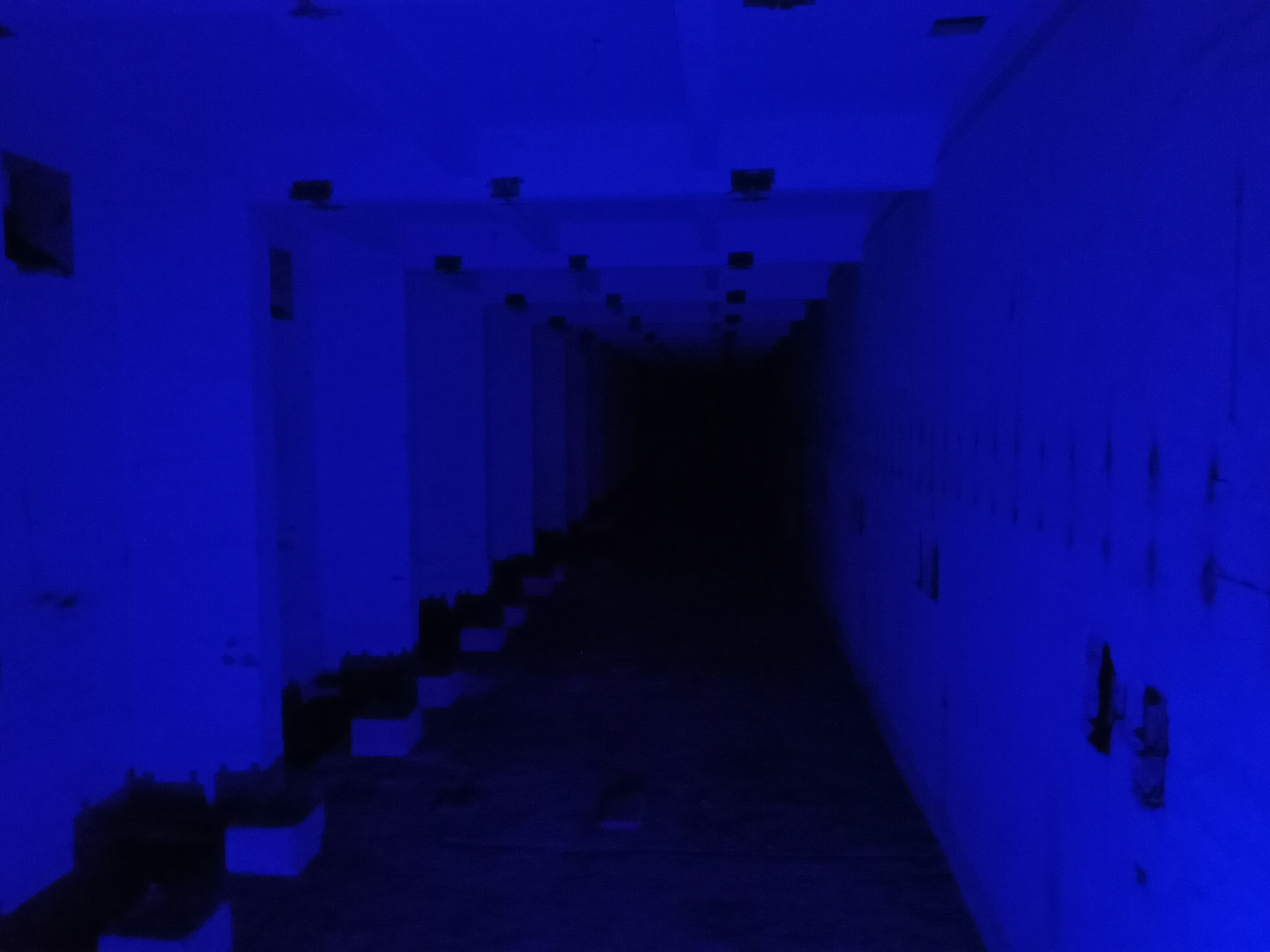
未开放区域

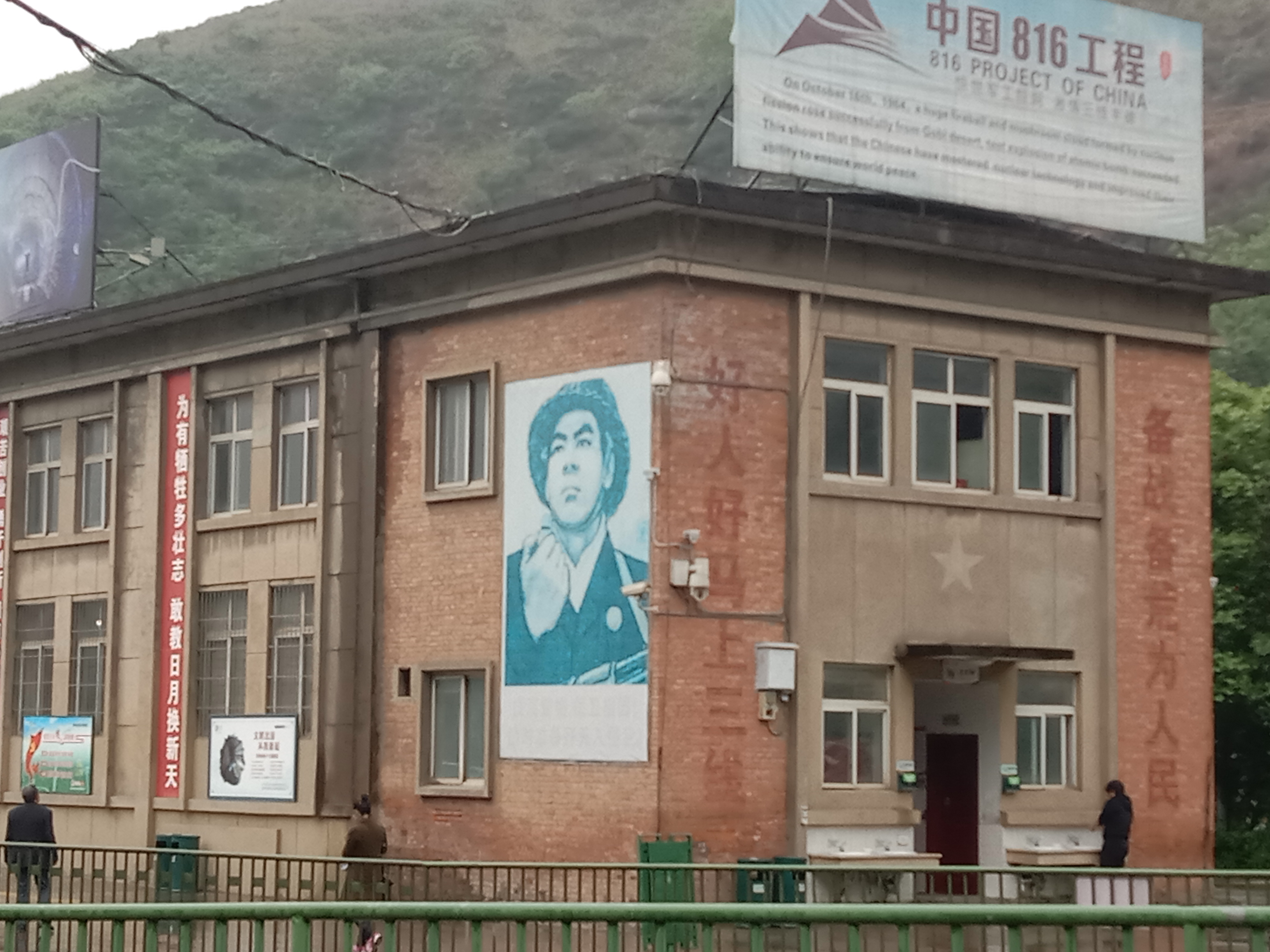
游客中心

1965年初，选址勘测组开始寻找合适地点。根据已逝原816厂总工程师宁志敏的回忆，当年选址小组曾提出过三个备选地点。第一个是川西洪雅县罗坝区，第二个是凉山彝族自治州甘洛，第三个是重庆涪陵的白涛镇。由于白濤鎮背靠水量充足的乌江，隐蔽于群山环绕之中，核工业部最终决定在重庆涪陵白涛镇尖子山修建816工程。工程定址白涛镇后，这个地名便从中国地图上消失了。
项目于1966年开始施工，曾经有六万名工人参与施工，投资达7.4亿元人民币，这在当时是一笔巨款。洞内最大的洞室是核反应堆大厅，它总长21公里，分为9层，高达79.6米，是世界上最大的人工洞体，目的是使中国在高强度核战争中被攻击后还能保持核工业生产力和技术性人才，以便进行后续反击，当时主要规划生产核武器原料钚239。
1981年4月，工程被确定缓建，但10月又接到了国务院恢复816厂施工的批示，重启资金2.25亿元人民币。
1982年5至6月，816工程再次接到中央的缓建指示。缓建通知两年后，该工程被正式停建。816厂后來在“军转民”的浪潮中转型为“重庆建峰化工总厂”，争取到了大化肥的项目，改为化肥厂。该工程由于国际形势的变化以及国家战略调整而停建，停建時已完成原定计划规模85%的建筑工程、60%的安装工程，四座反应堆，数千个燃料棒床以及控制中心，并建造了储存核材料的照射池。洞体总建筑总面积10.4万平方米，长约20余公里，共有大型洞18个，道路、导洞、支洞、隧道、竖井更是多达130多条，其中不少可供大卡車行駛。山顶突出一根高达150米的烟囱，是专门为地下核工厂修建的排风洞，成为唯一露出地表的标志物。整个工程建设过程中，共有一百多名官兵牺牲，其中76名烈士被安葬距洞口3公里处的“一碗水”烈士陵园，他们平均年龄仅21岁。
2002年4月8日，国防科工委以科工密办(2002)14号文同意816洞体的解密。2010年4月，816工程遺址开放一般旅行团进入观光。